# Leon Žitnik
Leon Žitnik es un deportista yugoslavco que compitió en piragüismo en la modalidad de eslalon. Ganó una medalla de plata en el Campeonato Mundial de Piragüismo en Eslalon de 1965, en la prueba de C2 por equipos.

## Palmarés internacional
| Campeonato Mundial | Campeonato Mundial | Campeonato Mundial | Campeonato Mundial |
| Año                | Lugar              | Medalla            | Competición        |
| ------------------ | ------------------ | ------------------ | ------------------ |
| 1965               | Spittal (Austria)  | Medalla de plata   | C2 por equipos     |